# NSU 501 T

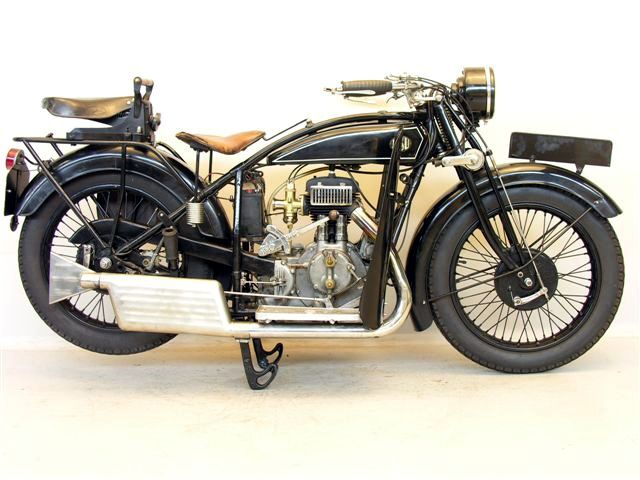
NSU 501 T

Das Motorradmodell 501 T von NSU, was so viel bedeutet wie 500-cm³-Einzylinder-Tourenmodell, wurde zwischen 1927 und 1929 in einer Stückzahl von 13.605 gebaut (1926 Vorserie). Es war ein sehr robustes Motorrad, deshalb wurde dieses Modell auch im Volksmund als Neckarsulmer Traktor bezeichnet.
Der Motor mit einem Hubraum von 498 cm³ (Bohrung 80 mm, Hub 99 mm) hatte Druckumlaufschmierung und gekapselte, stehende Ventile. Sie wurden durch Stößel von einer untenliegenden Nockenwelle gesteuert. Der Motor leistete 11 PS (8 kW) bei 4000/min; die Höchstgeschwindigkeit des Motorrades lag bei 100 km/h.

## Konstruktion
- Doppelschleifenrahmen mit 12-Liter-Stecktank und Blockmotor
- AMAC-Vergaser und Bosch-Magnet
- Trockenkupplung, die wahlweise mit Hand- oder Fußhebel betätigt werden kann
- Primärtrieb über Zahnräder, klauengeschaltetes Dreigang-Getriebe, Rollenkette als Sekundärtrieb, Übersetzungen: im dritten Gang 1:5,64; im zweiten 1:8,35 und im ersten 1:15,15.
- Breite Kotflügel und Trapezfedergabel
- Gewicht (fahrfertig ohne Fahrer): 158 kg, Radstand 1390 mm, Sitzhöhe 730 mm, Länge 2100 mm, Breite über die Lenkstange 830 mm, Höhe 1040 mm.

### Räder
Die ersten zwei der vier Versionen hatten Wulstfelgen, später Tiefbettfelgen
- Maße: 2,5 × 19 mit Reifen 3,50 × 19

### Zubehör
Als Sonderzubehör gab es unter anderem Leuchten und Hörner von Bosch, Kniekissen am Tank und einen Kilometerzähler.